# Nesticus mikawanus
Nesticus mikawanus là một loài nhện trong họ Nesticidae.
Loài này thuộc chi Nesticus. Nesticus mikawanus được Takeo Yaginuma miêu tả năm 1979.